# 灰腹绿锦蛇
灰腹绿锦蛇（学名：Gonyosoma frenata）又名灰腹绿蛇、灰腹綠樹錦蛇、灰腹綠瘦錦蛇。，为游蛇科锦蛇属的爬行动物。分布于印度、越南、臺灣以及中国大陆的浙江、安徽、福建、河南、广东、广西、四川、贵州等地，生活习性为树栖。其一般生活于丘陵山地森林中。其生存的海拔范围为200至1600米。该物种的模式产地在Khasya。

## 特徵
灰腹绿锦蛇一般身長約84公分加上尾巴的身長約24公分，可到約108公分，最長可達150公分，身體翠綠、體態瘦長、吻部略尖，眼睛有一道黑色過眼線，但會隨著年紀的增長而消失。

## 習性
灰腹绿锦蛇為日行性的蛇類，在樹林間活動，以鳥類、蜥蜴、野鼠為食。卵生。

## 保护
本种于2023年被收录入《有重要生态、科学、社会价值的陆生野生动物名录》。